# 1 E7 s
Para ajudar a comparar as ordens de magnitude de tempos diferentes, esta página fornece uma lista de tempos entre 116 e 1.157 dias ou 3,2 anos (entre 107 e 108 segundos).
- Tempos menores
- 10 megasegundos = 115,74 dias
- 128,6 dias —; meia-vida do túlio-170
- 138 dias —; meia-vida do polônio-210
- 224,701 dias —; uma órbita do planeta Vénus
- 271,79 dias —; meia-vida do cobalto-57
- 280 dias —; tempo médio de duração da gravidez humana; ~24 milhões de segundos
- 330 dias —; meia-vida do vanádio-49
- 333,5 dias —; meia-vida do califórnio-248
- 353, 354 ou 355 dias —; durações de anos correntes em calendários lunissolares
- 354,37 dias —; 12 meses lunares; tempo médio de duração de um ano num calendário lunar
- 365 dias —; um ano corrente em muitos calendários solares; ~31,53 milhões de segundos
- {\displaystyle \pi \cdot 10^{7}s} —; o valor de pi vezes 107 segundos às vezes é dado como um valor aproximado de ano; equivale a cerca de 363.61026 dias
- 365,24219 dias —; um ano trópico médio próximo ao ano 2000
- 365,2424 dias —; um equinócio vernal
- 365.2425 dias —; tempo médio de duração de um ano no calendário gregoriano
- 365,25 dias —; tempo médio de duração de um ano no calendário juliano
- 365,2564 dias —; um ano sideral
- 366 dias —; um ano bissexto em muitos calendários solares; 31,62 milhões de segundos
- 373,59 dias —; meia-vida do rutênio-106
- 383, 384 ou 385 dias —; durações de anos bissextos em alguns calendários lunissolares
- 383,9 dias —; 13 meses lunares; ano bissexto em alguns calendários lunissolares
- 396,1 dias —; meia-vida do netúnio-235
- 462,6 dias —; meia-vida do cádmio-109
- 1,88 anos —; uma órbita do planeta Marte
- 1,92 anos —; meia-vida do túlio-171
- 100 megasegundos = 3,2 anos
- Tempos maiores